# Inola
Pour l’article homonyme, voir Inola (genre).
Inola est une ville de l'Oklahoma située dans le comté de Rogers, aux États-Unis.

## Source
- (en) Cet article est partiellement ou en totalité issu de l’article de Wikipédia en anglais intitulé « Inola, Oklahoma » (voir la liste des auteurs).